# Huxleyia diabolica
Huxleyia diabolica is een tweekleppigensoort uit de familie van de Manzanellidae. De wetenschappelijke naam van de soort is voor het eerst geldig gepubliceerd in 1897 door Jousseaume.